# Antonio Villaraigosa
Antonio Ramon Villaraigosa (ur. jako Antonio Ramon Villar Jr. 23 stycznia 1953) – amerykański polityk, burmistrz Los Angeles w latach 2005–2013. Pierwszy burmistrz Los Angeles latynoskiego pochodzenia od 1872 roku.

## Życiorys
Uczęszczał do szkół katolickich w Los Angeles. Uzyskał stopień bakałarza na Uniwersytecie Kalifornijskim w Los Angeles. Studiował także w szkole prawniczej People’s College of Law.
Działał w organizacjach związkowych. Przed objęciem funkcji burmistrza Villaraigosa był członkiem Zgromadzenia Stanowego Kalifornii (California State Assembly) i jego przewodniczącym w latach 1998–2000 oraz członkiem Rady Miasta Los Angeles (Los Angeles City Council) w latach 2003–2005.
Villaraigosa został wybrany burmistrzem Los Angeles 17 maja 2005 roku. W wyborach pokonał urzędującego burmistrza Jamesa Hahna.
W 2008 roku był jednym z czterech współprzewodniczących kampanii prezydenckiej Hillary Rodham Clinton. Został także członkiem Transition Economic Advisory Board prezydenta Baracka Obamy.
Nazwisko zmienił w 1987 roku po ślubie z Corriną Raigosa. Małżonkowie połączyli swoje nazwiska.